# Joule

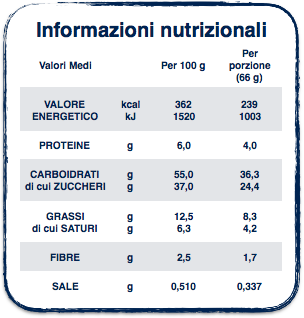
Esempio di etichetta nutrizionale con indicato il valore energetico in kcal e kJ.

Il joule (simbolo J; pronuncia inglese in AFI: [ˈdʒuːl]; pronuncia italiana /ˈʤaul/ o /ˈdʒul/) è un'unità di misura del Sistema internazionale (SI). Il joule è l'unità di misura dell'energia, del lavoro e del calore (per quest'ultimo è spesso usata anche la caloria), e dimensionalmente è kg·m²/s² = 1 N·m = 1 W·s. Prende il nome da James Prescott Joule.

## Definizione
Un joule può essere definito come il lavoro svolto esercitando la forza di un newton per una distanza di un metro nella direzione della forza, perciò la stessa quantità può essere riferita come newton metro. Comunque, per evitare confusione, il newton metro è tipicamente usato come la misura del momento meccanico e non dell'energia. Ci si può fare un'idea di quanto sia un joule considerando che è circa pari al lavoro richiesto per sollevare una massa di 102 g (una piccola mela) per un metro, opponendosi alla forza di gravità terrestre.
Un joule può essere anche definito come il lavoro svolto per erogare la potenza di un watt per un secondo.
1 joule equivale a:
- 1/1,602176565×10−19 eV = 6,241509343×1018 eV
- 107 erg
- kB-1 kelvin = 7,2429705×1022 K

L'ultima relazione, in cui compare la costante di Boltzmann, serve solo per ricordare il fatto che le due grandezze sono omogenee. Non è impiegata nella pratica tecnica neanche per convertire temperature molto alte, dell'ordine dei milioni di gradi, che si manifestano ad esempio nelle stelle o in fisica delle particelle. Si vede infatti che una temperatura di un miliardesimo di joule corrisponde infatti già a più di 72.000 miliardi di gradi. Risulta quindi più comodo in questi casi estremi utilizzare l'elettronvolt.

## Conversione
L'unità di misura joule è correlabile alle unità derivate del Sistema Internazionale:
- 1 W·s (watt secondo)
- 1 N·m (newton metro)
- 1 Pa·m³ (pascal metro cubo)
- 2,39·10−1 cal (calorie)
- 9,48·10−4 British thermal unit
- 2,78·10−7 kWh (kilowattora) (1 kilowattora equivale esattamente a 3 600 000 J)

Per la conversione in Caloria:
{\displaystyle \,1\ \mathrm {J} =1\ \mathrm {N} \cdot 1\ \mathrm {m} =1\ \mathrm {kg} \cdot {\frac {1\ \mathrm {m} }{1\ \mathrm {s} ^{2}}}\cdot 1\ \mathrm {m} ={\frac {1\ \mathrm {kg} \cdot 1\ \mathrm {m} ^{2}}{1\ \mathrm {s} ^{2}}}=1\ \mathrm {W} \cdot 1\ \mathrm {s} }
{\displaystyle \,4{,}1867999409\ \mathrm {J} =1\ \mathrm {cal} }

### Multipli e sottomultipli
Fra i multipli del joule (si vedano anche i prefissi del Sistema internazionale di unità di misura) troviamo:
- il kilojoule (kJ), equivalente a 1000 joule (103 J)
- il megajoule (MJ), equivalente a 1000 kilojoule (106 J)
- il gigajoule (GJ), equivalente a 1000 megajoule (109 J)
- il terajoule (TJ), equivalente a 1000 gigajoule (1012 J)
- il petajoule (PJ), equivalente a 1000 terajoule (1015 J)